# アナトーリー・ペルミノフ

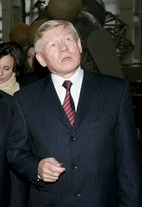

アナトーリー・ペルミノフ（Анатолий Николаевич Перминов；1945年6月15日 - ）は、ロシア連邦の軍人、政治家。ロシア連邦宇宙局長官。
キーロフ州出身。1967年、ペルミ高等軍事指揮・技術学校卒業後、戦略ロケット軍に勤務。
1976年、F.E.ジェルジンスキー名称軍事アカデミー指揮学部を卒業。1989年まで、副連隊長からロケット軍第一副司令官まで歴任。
1991年、ロシア連邦軍参謀本部軍事アカデミー卒業後、国防省国家科学研究試験場（現国家試験宇宙基地「プレセック」）長に任命。
1993年8月から戦略ロケット軍の中央機構で勤務し、1994年11月、戦略ロケット軍ロケット兵器・軍事機材運用総局長。1997年9月まで戦略ロケット軍参謀第一次長。その後、4年間、戦略ロケット軍参謀総長。
2001年3月28日、ロシア宇宙軍司令官。
2004年3月12日、ロシア連邦宇宙局長官に任命。
妻帯、1児を有する。技術科学博士。軍事科学アカデミー教授。